# The Robots of Death
A The Robots of Death a Doctor Who sorozat kilencvenedik része, amit 1977. január 29.-e és február 19.-e között vetítettek négy epizódban.

## Történet
A TARDIS egy sivatagos bolygón, egy bányahajón landol, amely a homoktenger tetején haladva nehézfémek érceit vonja ki a homokból. A bányahajón egy maroknyi ember és humanoid robotok dolgoznak; a parancsnok kivételével csak "amatőrök", akik a meggazdagodás reményében vállalták a hosszú küldetést. A legénység egyik tagját holtan találják és természetesen az éppen odacsöppent Doktort és Leelát vádolják a gyilkossággal...

## Epizódok listája
| Epizódok sorszáma | Bemutató napja    | Hossza | Nézők száma (millió) |
| ----------------- | ----------------- | ------ | -------------------- |
| 1                 | 1977. január 29.  | 24:06  | 12,8                 |
| 2                 | 1977. február 5.  | 24:15  | 12,4                 |
| 3                 | 1977. február 12. | 23:51  | 13,1                 |
| 4                 | 1977. február 19. | 23:45  | 12,6                 |

## Könyvkiadás
A könyvváltozatát 1979. május 24.-n adta ki a Target könyvkiadó.

## Otthoni kiadás
- VHS-n 1986 áprilisában adták ki.
- DVD-n 2000. november 13.-n adták ki.

### Fordítás
- Ez a szócikk részben vagy egészben  a   The_Robots_of_Death című angol Wikipédia-szócikk fordításán alapul.  Az eredeti cikk szerkesztőit annak laptörténete sorolja fel. Ez a jelzés csupán a megfogalmazás eredetét és a szerzői jogokat jelzi, nem szolgál a cikkben szereplő információk forrásmegjelöléseként.